# Moravany nad Váhom
Moravany nad Váhom je naseljeno mjesto u okrugu Piešťany u Trnavskom kraju u Slovačkoj.

## Stanovništvo
| Godina:     | 1993. | 2003.   | 2013.    | 2023.   |
| ----------- | ----- | ------- | -------- | ------- |
| Broj ljudi: | 2125  | 1981    | 2322     | 2485    |
| Razlika:    |       | -6,77 % | +17,21 % | +7,01 % |

| Godina:     | 2022. | 2023.   |
| ----------- | ----- | ------- |
| Broj ljudi: | 2465  | 2485    |
| Razlika:    |       | +0,81 % |

Prema podacima o broju stanovnika iz 2023. godine naselje je imalo 2485 stanovnika.

## Vanjske poveznice
|  | Zajednički poslužitelj ima još gradiva o temi Moravany nad Váhom |

- Službena stranica naselja (sl.)